# توب غير (موسم 5)
توب غير 5 (بالإنجليزية: Top Gear)‏ هو السلسلة الخامسة للبرنامج التلفزيوني البريطاني الذي يهتم بالمركبات، توب جير، تم إنتاجه في المملكة المتحدة. بدأ عرضه في سنة 2004. عرض على بي بي سي تو. بلغ عدد حلقاته 9 حلقات، تم بث البرنامج لأول مرة بتاريخ 24 أكتوبر 2004 بينما تم بث آخر حلقة منه بتاريخ 26 ديسمبر 2004. مقدمو البرنامج جيرمي كلاركسون، ريتشارد هاموند وجيمس ماي.